# 鹿児島県道・宮崎県道103号栗野停車場えびの高原線
鹿児島県道・宮崎県道103号栗野停車場えびの高原線（かごしまけんどう・みやざきけんどう103ごう くりのていしゃじょうえびのこうげんせん）は、鹿児島県姶良郡湧水町から宮崎県えびの市に至る予定の一般県道である。

## 概要
宮崎県側は路線こそ認定している（『道路現況調書』においても総延長が記載されている）ものの供用区間が存在しない。
沿線には湧水町立栗野小学校、栗野岳温泉、大口中継局（NHK-FMは栗野中継局と呼称）、霧島アートの森、日本一の枕木階段などがある。
鹿児島県側は1961年（昭和36年）3月29日に、宮崎県側は1962年（昭和37年）4月1日に認定された。認定当初の路線名は栗野停車場えびの線であったが、1980年（昭和55年）3月17日に栗野停車場えびの高原線に改称している。

### 路線データ
- 起点：鹿児島県姶良郡湧水町木場（吉都線 栗野駅前、鹿児島県道444号栗野停車場線起点）
- 終点：宮崎県えびの市

## 歴史
- 1961年（昭和36年）3月29日 - 鹿児島県側路線認定[1]。
- 1962年（昭和37年）4月1日 - 宮崎県側路線認定[2]。
- 1980年（昭和55年）3月17日 - 栗野停車場えびの線から栗野停車場えびの高原線に改称[3]。

## 路線状況

### 重複区間
- 鹿児島県道444号栗野停車場線（鹿児島県姶良郡湧水町木場）

## 地理

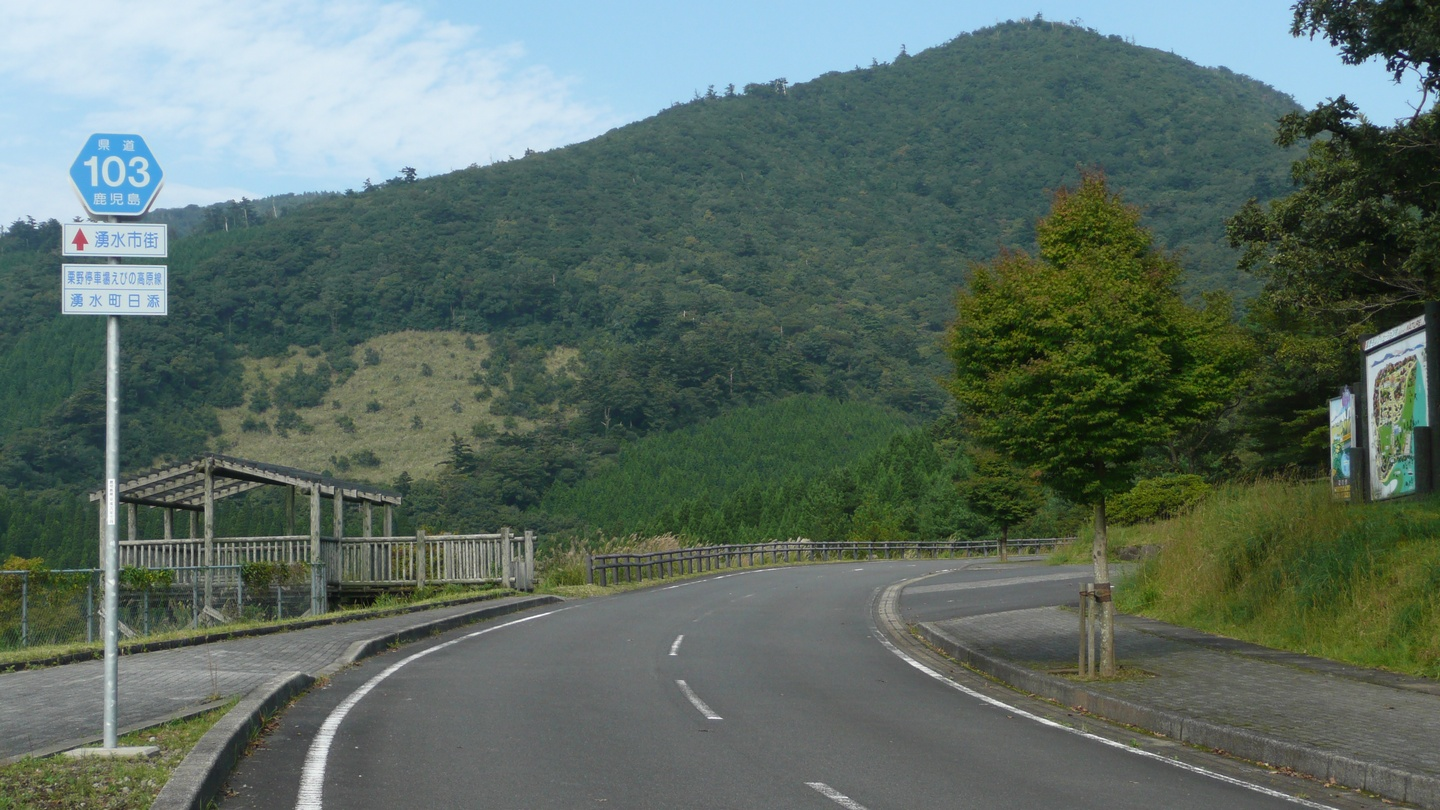
大口中継局付近（湧水市街方面）

### 通過する自治体
- 鹿児島県
  - 姶良郡湧水町
- 宮崎県
  - えびの市

### 交差する道路
| 交差する道路                              | 都道府県名 | 市町村名 | 市町村名 | 交差する場所 | 交差する場所 |
| ----------------------------------------- | ---------- | -------- | -------- | ------------ | ------------ |
| 鹿児島県道444号栗野停車場線 重複区間起点  | 鹿児島県   | 姶良郡   | 湧水町   | 木場         | 起点         |
| 鹿児島県道444号栗野停車場線 重複区間終点  | 鹿児島県   | 姶良郡   | 湧水町   | 木場         |              |
| 鹿児島県道・宮崎県道102号木場吉松えびの線 | 鹿児島県   | 姶良郡   | 湧水町   | 木場         |              |
| 未供用区間                                |            |          |          |              |              |

### 交差する鉄道
- 肥薩線

### 沿線
- JR九州吉都線 栗野駅
- 湧水町立栗野小学校
- 栗野岳温泉
- 大口中継局（NHK-FMは栗野中継局と呼称）
- 霧島アートの森
- 霧島山
  - 栗野岳